# MASK (浜崎あゆみの曲)
「MASK」（マスク）は、浜崎あゆみの楽曲。2022年11月18日に配信限定シングルとしてリリースされた。

## 解説
前作『Summer Again』から4か月振りでのリリースであり、2022年第三弾の新曲。デジタル配信として、年に数曲立て続けにリリースするのは2020年以来となるが、3作立て続けにリリースするのは今回が初めて。
本曲は「季節は秋から冬へ移ろい、時代も変わる」「意味深なタイトルが指すものとは何なのか」「誰もが心の奥底に隠すように抱えている想いに改めてハッとさせられる」と捧げ、切なくも力強いメッセージソングとなっており、小室哲哉が作曲及び編曲を手掛けている。
小室が楽曲に携わるのは、2020年7月に発表した楽曲『Dreamed a Dream』以来の2年ぶりとなるが、編曲も含むと2010年に発表したシングル『crossroad』以来およそ、12年ぶりにタッグを組む事となる。
ジャケット・アートワークは「素肌にジャケットという大胆かつ、セクシーな装いでありながら、凜とした表情でこちらを見つめる」気品溢れるシックなものとなっている。

## 収録曲
1. MASK [4:27]
words : ayumi hamasaki / composition & arrangement : Tetsuya Komuro
RHYTHM「R-FACE BFTパック」CMソング（リリース後に発表）

## 収録アルバム
- 『Remember you』

## 収録ライブ映像
- 『ayumi hamasaki COUNTDOWN LIVE 2022-2023 A ～Remember you～』(ayumi hamasaki 25th Anniversary LIVE)